# Шилкин, Михаил Николаевич
Михаил Николаевич Шилкин (Михаэл Шилкин фин. Michael Schilkin; 19 мая 1900, Трубино, Российская империя — 3 августа 1962, Хельсинки, Финляндия) — русский и финский скульптор и художник по керамике русского происхождения, долгое время проработавший в художественной студии при фабрике «Арабиа», самом старом и заслуженном производителе фаянса и фарфора в Финляндии.

## Биография
Родился в деревне Трубино в многодетной крестьянской семье и провел юность в Торжке. Увлекся лепкой из глины ещё в раннем детстве. В молодости сменил несколько занятий: работал портным, служил на железной дороге, в типографии, позднее в Финляндии — батраком, резчиком по камню, водителем. Занимался в вечерней художественной школе. В Финляндии он оказался по воле случая: в 1921 году лёгкое парусное судно, которым он управлял, случайно пересекло финляндскую границу на Ладожском озере. Шилкин был задержан пограничниками и впоследствии отпущен, однако не захотел возвращаться на родину, получил статус беженца и осел в городе Миккели, где нашел работу на ферме. В 1924—1927 году учился в Высшей школе промышленного дизайна, которая сегодня является составной частью Университета Аалто (фин. Aalto-yliopiston taiteiden ja suunnittelun korkeakoulu). После учёбы, работая шофёром, стал участвовать в деятельности эмигрантских художественных кружков в Хельсинки. В 1937-м, представляя фабрику «Арабиа», за работу «Самсон и лев» получил золотую медаль на Всемирной выставке в Париже, после чего стал первым штатным художником-керамистом в истории «Арабиа», на которой работал всю жизнь. В том же году при содействии руководства фабрики и Вяйнё Аалтонена получил гражданство Финляндии. В 1939-1940 годы был призван в армию, после войны вернулся к творчеству. Был членом Финской ассоциации художников и Ассоциации промышленных дизайнеров «Орнамо». В 1952-м в Хельсинки прошла первая персональная выставка Шилкина, в 1960-м была организована юбилейная выставка к его шестидесятилетию. Получил Почетный диплом (1951) и серебряную медаль (1954) на Миланской триеннале, в 1958 году был удостоен высшей награды для представителей творческих профессий медали Pro Finlandia.
Скончался на рабочем месте от обширного инфаркта и похоронен на православном кладбище в Хельсинки в районе Лапинлахти.

## Творческое наследие
В молодости Михаил Шилкин работал над созданием небольших скульптурных композиций на мифологические и библейские сюжеты («Похищение сабинянок», «Pieta», «Самсон и Далила»), работал в жанре скульптурного портрета (бюст А. С. Пушкина). Шилкин предпочитал работать в формах малой и средней пластики, камерной скульптуры, но выполнял и крупные заказы: руке Шилкина принадлежат несколько несколько монументальных майоликовых рельефов на фасадах и порталах зданий в Хельсинки (фабрики «Арабиа» (1943—1944), конфетной фабрики «Фазер» (1943), городской ратуши (1946), Высшей школы экономики (1947—1952), Больницы св. Марии (1954)), ставшие одним из узнаваемых элементов визуального облика столицы Финляндии.
Художником также были изготовлены керамические рельефы для церкви Ильи Пророка на православном кладбище в Хиетаниеми. В поздний период творчества стал активно работать в анималистическом жанре, в основном создавая реалистические образы, иногда обращаясь к экспериментам с традиционными формами изображения животных. После поездки скульптора в 1951 году в Южную Америку и знакомства с искусством древних инков выходившая из его рук анималистическая скульптура приобретает орнаментальные мезоамериканские черты. Излюбленным материалом мастера была шамотная глина.

## Интересные факты
- Анималистическая скульптура Шилкина, изображавшая животных финской фауны (медведь, рысь, лиса), была излюбленным дипломатическим подарком президента У. К. Кекконена и финских делегаций в 1950-60-е годы.